# 彭金花
夫人彭金花，中國明朝時期女官，封夫人。
萬曆帝生母孝定皇太后患了目疾，医妇刘氏进宫为李太后治疗，同来的还有彭氏。当时，彭氏已经怀孕，宮中規定孕婦絕對不可入宮，避免謊稱為皇子。但彭氏贪念富贵，不肯说实话。到了临产的时候，彭氏被封为夫人，名彭金花。一天夜里，彭金花產下男嬰，但彭金花心虛，当晚就将男婴扔进便桶中淹死。宫人们将此事奏告于皇帝，万历帝怒，准备重重惩治此事。但孝定太后怜悯她侍奉劳苦，只是将彭金花发配于礼仪房，并打了三十大板逐出皇宫，将死婴遗弃于北安门外。以后凡是接生婆和收生婆入宫都要再三检验。此事发生后没多久李太后就去世了。